# Bashmur

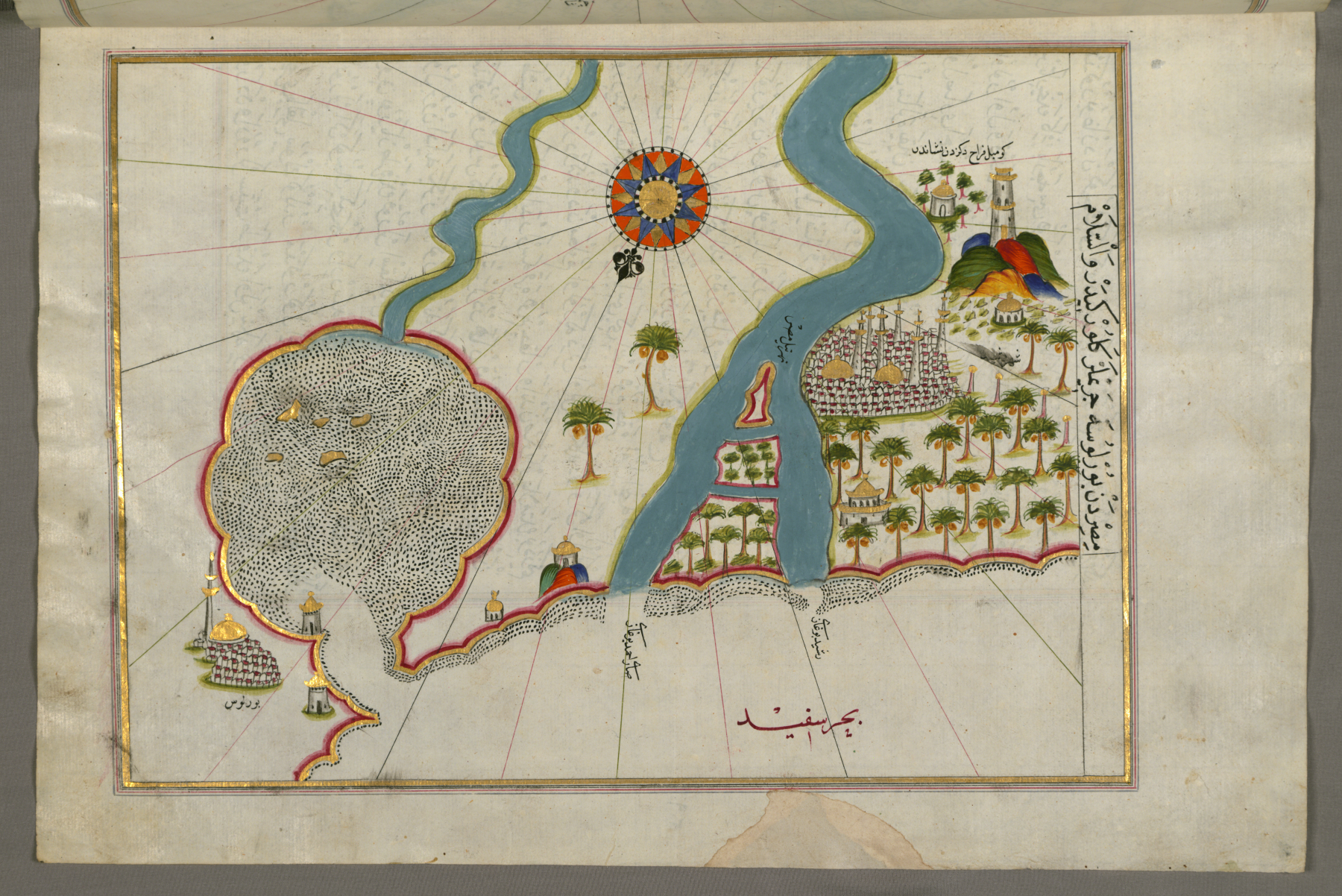
Mappa di un'area comprendente il Bashmur sulla mappa di Piri Reis

Il Bashmur ( Arabic الباشمور, arz ) era una regione del delta del Nilo in Egitto. Nell'Alto Medioevo fu abitata dai copti e fu teatro di una serie di rivolte contro l'occupazione araba tra l'VIII e il IX secolo.

## Nome
Secondo Louis Picques, teologo e orientalista della seconda metà del XVII secolo, il nome Bashmur potrebbe derivare da Psamer (copto: ⲡⲥⲁⲙⲏⲣ), che interpretava come "ai bordi o ai confini di una regione", oppure da Psamour (Coptic: ⲡⲥⲁⲙⲟⲩⲣ), "di fronte al lago Meride". Thomas Edwards ha invece proposto un'altra spiegazione, suggerendo che il termine potrebbe essere legato alla radice seminata per "nord" (arabo: شمالي, šamālī, ebraico: שמאל, šmól). La radice si trova anche in copto, come hapax (ϣⲙⲟⲩⲗ, lit. 'north').
Il nome potrebbe anche derivare da Ptimyris (greco antico: Πτιμυρις), antico nome del Delta, che potrebbe rappresentare il copto Pčimour (ⲡϭⲓⲙⲟⲩⲣ), espressione ellittica per pi-Kahi Etčimour (ⲡⲓⲕⲁϩⲓ ⲉⲧϭⲓⲙⲟⲩⲣ, let. 'terra chiusa, circoscritta').

## Collocazione
I confini del Bashmur non sono rimasti costanti nel corso dei secoli. Forse dalla metà dell'VIII alla metà del IX secolo, il Bashmur comprendeva l'intera regione paludosa a nord-est di Fuwwah (copto: ⲃⲟⲩⲁ) che si estende fino a est, appena a nord di Dekernes. In seguito potrebbe essere stato limitato alla parte orientale di questa zona. Nel X secolo, Ibn Hawqal identificò il lago di Nastaruh (lago Burullus) al lago di Bashmur. Nel XIV secolo, Abu al-Fida localizzò il Bashmur nel nord-est del Delta, tra Damietta e Ashmun El Rumman.
Il nome Bashmur sopravvive in questa regione come nome di un canale del Nilo che si interrompe a circa 4,5 miglia (7 km) a est di Mansoura, il quale, partendo da El Salamun, attraversa l'area tra il braccio Damietta del Nilo e Dekernes prima di sfociare nel canale El Sirw a circa 3,5 miglia (5,5 km) a sud di Dakahlia.

## Società ed economia
Il Bashmur era una regione paludosa con banchi di sabbia, ricoperta da fitti canneti. Nessun altro luogo in Egitto era più propizio alla ribellione armata. L'accesso ai luoghi abitati era garantito da strette banchine sabbiose e i canneti fornivano riparo ai soldati. Inoltre, gli arabi non si stabilirono nel Bashmur, lasciando la popolazione alla sua religione originaria. L'economia della regione favoriva anche i Bashmuriani, che si basavano su un'agricoltura limitata, sulla pesca e sulla caccia agli uccelli per procurarsi il cibo. Meno dipendenti dalle opere di irrigazione rispetto ai contadini bashmuriani, erano capaci di resistere a lunghi assedi. I Bashmuriani vendevano anche papiro e probabilmente allevavano bestiame.